# Ода фон Верл
Ода фон Верл (на немски: Oda von Werl; * ок. 1050; † 13 януари 1110) също Уда и Хилария, е графиня от Верл и чрез женитба графиня на Щаде и маркграфиня на Северната марка.

## Произход и наследство
Тя е дъщеря на граф Херман III фон Верл († сл. 1055) и Рихенза Швабска (1025 – 1083), дъщеря на херцога на Швабия Ото II. Майка ѝ се омъжва втори път за баварския херцог Ото Нортхаймски.
Ода дава част от наследството си във Верл през 1102 г. на архиепископите на Кьолн.

## Фамилия
Ода се омъжва ок. 1065 г. за маркграф Лотар Удо II фон Щаде († 4 май 1082) граф на Щаде и маркграф на Северната марка от род Удони.  Те имат децата:
- Хайнрих I Дългия (* ок. 1065, † 27 юни 1087)
  - ∞ Аделхайд Киевска
- Лотар Удо III (* ок. 1070, † 2 юни 1106)
- Рудолф I († 7 декември 1124)
  - ∞ Рихардис, дъщеря на граф Херман фон Спонхайм-Лавантал († 1118), бургграф на Магдебург
- Зигфрид († ок. 1111), духовник в Магдебург
- Аделхайд (* ок 1065, † 18 октомври 1110)
  - ∞ 1. Фридрих III († 5 февруари 1085), граф на Гозек
  - ∞ 2. Лудвиг Скачащия, граф от Тюрингия (* 1042, † 1123)